# Brenna Sparks
Brenna Sparks (Las Vegas, Nevada; 2 de febrero de 1992) es una actriz pornográfica y modelo erótica estadounidense.

## Biografía
Natural del estado de Nevada, nació en febrero de 1992 en una familia de origen asiática, procedente de Laos. Tras abandonar la escuela secundaria trabajó varios meses como camarera en un restaurante de la cadena de comida rápida Five Guys. Tras abandonarlo comenzó su carrera de bailarina exótica, que posteriormente le abrió las puertas a la industria del entretenimiento para adultos. Tras marchar a Los Ángeles, debutó como actriz pornográfica a finales de 2016, con 24 años.
Como actriz ha grabado para estudios como Hard X, Evil Angel, Devil's Film, Wicked, Girlfriends Films, Bangbros, Digital Playground, Reality Kings, 3rd Degree, Sweetheart Video, Hustler, Tushy, Naughty America, Brazzers o Blacked, entre otros.
En 2019 recibió sus primeras nominaciones en el circuito de premios de la industria pornográfica. En los Premios AVN fue nominada a la Mejor escena de sexo lésbico en grupo, junto a Jade Luv y Ayumi Anime, por No Man's Land: 3 Way Lesbians, así como a la Mejor escena de sexo en realidad virtual por Do You Wanna Play Truth or Dare?, película por la que consiguió su nominación homóloga en los Premios XBIZ. En estos últimos premios recibía además las nominaciones a Estrella Crossover del año y a Mejor escena de sexo en realidad virtual por Porn Star Experience PSE: Brenna Sparks.
Fuera de la industria, ha destacado por defender y difundir el uso de la criptomoneda.
Hasta la actualidad ha rodado más de 150 películas como actriz.
Algunos trabajos suyos son Asian Nuru Massage, Broke College Girls, Crazy Asian GF's 8, Dirty Secrets POV., Full Service POV 12, Hooked on Big Tits, Little Asians 2, My First Asian Lesbian, Pho'king Asians o Teen Kittens.

## Premios y nominaciones
| Año  | Ceremonia         | Resultado | Premio                                   | Trabajo                                 |
| ---- | ----------------- | --------- | ---------------------------------------- | --------------------------------------- |
| 2018 | Spank Bank Awards | Nominada  | Asian Empress of the Year                | —                                       |
| 2018 | Spank Bank Awards | Nominada  | Born To Hand Job                         | —                                       |
| 2019 | Premios AltPorn   | Nominada  | Mejor camgirl                            | —                                       |
| 2019 | Premios AVN       | Nominada  | Mejor escena de sexo lésbico en grupo    | No Man's Land: 3 Way Lesbians           |
| 2019 | Premios AVN       | Nominada  | Mejor escena de sexo en realidad virtual | Do You Wanna Play Truth or Dare?        |
| 2019 | Premios Urban X   | Nominada  | Urban X Hottie                           | —                                       |
| 2019 | Premios XBIZ      | Nominada  | Estrella Crossover del año               | —                                       |
| 2019 | Premios XBIZ      | Nominada  | Mejor escena de sexo en realidad virtual | Do You Want to Play Truth or Dare?      |
| 2019 | Premios XBIZ      | Nominada  | Mejor escena de sexo en realidad virtual | Porn Star Experience PSE: Brenna Sparks |
| 2019 | Spank Bank Awards | Nominada  | Asian Empress of the Year                | —                                       |
| 2019 | Spank Bank Awards | Nominada  | Daisy Chain Cognoscenti                  | —                                       |
| 2020 | Premios AVN       | Nominada  | Premio fan: Social Media Star            | —                                       |